# Pardosa diasetsuensis
Pardosa diasetsuensis este o specie de păianjeni din genul Pardosa, familia Lycosidae, descrisă de Tanaka în anul 2005. Conform Catalogue of Life specia Pardosa diasetsuensis nu are subspecii cunoscute.